# Kształcenie wielostronne
Kształcenie wielostronne – sformułowania w drugiej połowie lat 60. XX wieku koncepcja kształcenia sformułowana przez Wincentego Okonia, będąca połączeniem czterech szkół, których głównymi elementami jest działanie, odkrywanie, przeżywanie i przyswajanie . Podłożem tej koncepcji były według jej autora trzy funkcje osobowości człowieka odnoszące się do otaczającego go świata: poznawanie; przeżywanie wartości oraz potrzeba dokonywania zmian. Odpowiadać ma im aktywność intelektualna, emocjonalna i praktyczna. Celem takiego kształcenia ma być harmonijny rozwój uczniów.
W ramach koncepcji Okoń wskazał cztery kategorie metody nauczania:
- metody asymilacji wiedzy poprzez m.in. pogadankę, wykład i pracę z książką
- metody samodzielnego dochodzenia do wiedzy z wykorzystaniem m.in. gier edukacyjnych, burzy mózgów, metody przypadków
- metody waloryzacyjne – impresyjne i ekspresyjne
- metody praktyczne – ćwiczebne i realizacji zadań wytwórczych.